# Bray-Liebhafsky-Reaktion
Die Bray-Liebhafsky-Reaktion ist eine oszillierende chemische Reaktion. Sie wurde als erste derartige Reaktion für ein homogenes System beschrieben.

## Geschichte
Im Jahr 1916 begannen William C. Bray (1879–1946) und sein Kollege A. L. Caulkins die Rolle des Wasserstoffperoxids bei der Oxidation von Iod beziehungsweise der Reduktion von Iodat zu untersuchen. Dabei bemerkte Bray, dass die Sauerstoffentwicklung der Reaktion gemäß
{\displaystyle \mathrm {2\ H_{2}O_{2}\longrightarrow 2\ H_{2}O+O_{2}} }
nicht kontinuierlich, sondern oszillierend erfolgte. Im Jahre 1921 veröffentlichte Bray seine Arbeit, die zum ersten Mal eine oszillierende Reaktion in einem homogenen Medium beschrieb.  Die Publikation fand seinerzeit jedoch nur wenig Beachtung und stieß beim Fachpublikum sogar auf Ablehnung. Es wurde behauptet, das periodische Verhalten ginge von Verunreinigungen aus, die heterophasige Grenzflächen schaffen würden, welche damals als Voraussetzung für das Auftreten solcher Oszillationen galten. Nachdem in den 1960er Jahren Ilya Prigogine die theoretische Grundlage für oszillierende Reaktionen geschaffen hatte, führte Brays ehemaliger Mitarbeiter Herman A. Liebhafsky  die Untersuchung der Reaktion fort. Diese Reaktion wird deshalb Bray-Liebhafsky-Reaktion genannt. 
Erst Kumud R. Sharma und Richard M. Noyes konnten 1976 den Reaktionsmechanismus aufklären.

## Reaktionsmechanismus
Die komplexe Reaktion umfasst mehrere sowohl radikalische als auch nichtradikalische Schritte. Eine grundlegende Eigenschaft des Systems ist es, dass H2O2 das notwendige Redoxpotential besitzt, um sowohl I2 zu IO3− gemäß
{\displaystyle \mathrm {5\;H_{2}O_{2}+I_{2}\longrightarrow 2\;IO_{3}^{-}+2\;H^{+}+4\;H_{2}O} }
zu oxidieren, als auch IO3− zu I2 gemäß
{\displaystyle \mathrm {5\;H_{2}O_{2}+2\;IO_{3}^{-}+2\;H^{+}\longrightarrow I_{2}+5\;O_{2}+6\;H_{2}O} }
zu reduzieren. Zwischen diesen beiden genannten Reaktionen oszilliert das System hin und her, wodurch simultane Konzentrationssprünge des Iodids und der Sauerstoffproduktion (dO2/dt) verursacht werden sowie thermische Oszillationen entstehen. Eine Erhöhung der Temperatur bedingt eine Verlängerung der Periode.
Als Nettostöchiometrie der Reaktion kann folgende Reaktion angegeben werden
{\displaystyle \mathrm {2\;H_{2}O_{2}\longrightarrow 2\;H_{2}O+O_{2}} ,}
wobei ein Katalysator und IO3− zugegen sein müssen.